# 博斯地区加朗西耶尔
博斯地区加朗西耶尔（法語：Garancières-en-Beauce，法語發音：[ɡaʁɑ̃sjɛʁ ɑ̃ bos]）是法国厄尔-卢瓦省的一个市镇，位于该省东北部，属于沙特尔区。

## 地理
博斯地区加朗西耶尔（48°26'10"N, 1°55'13"E）面积11.26 平方千米，位于法国中央-卢瓦尔河谷大区厄尔-卢瓦省，该省份为法国北部内陆省份，北起顺时针与厄尔省、伊夫林省、埃松省、卢瓦雷省、卢瓦-谢尔省、萨尔特省和奧恩省接壤。
与博斯地区加朗西耶尔接壤的市镇（或旧市镇、城区）包括：阿兰维尔、欧通拉普莱讷、沙蒂尼翁维尔、圣埃斯科比耶。
博斯地区加朗西耶尔的时区为UTC+01:00、UTC+02:00（夏令时）。

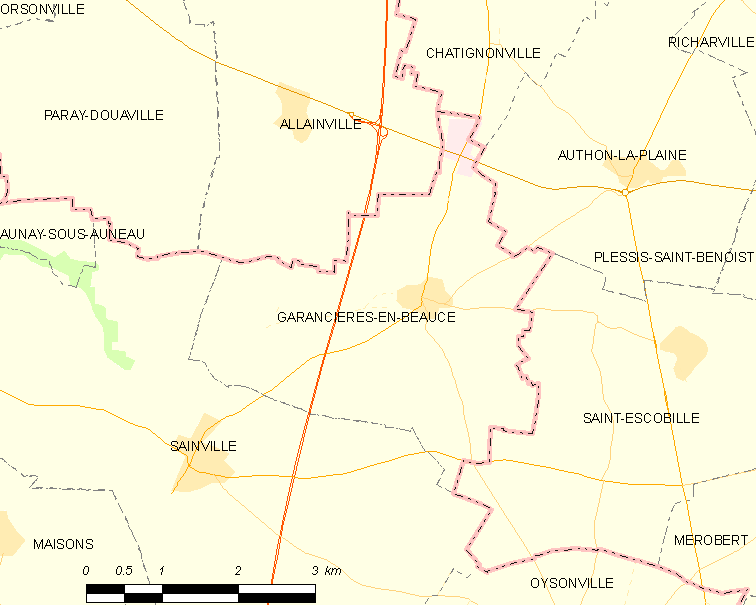
博斯地区加朗西耶尔的OSM定位图

## 行政
博斯地区加朗西耶尔的邮政编码为28700，INSEE市镇编码为28169。

## 政治
博斯地区加朗西耶尔所属的省级选区为欧诺县。

## 交通
法国国家A10号高速公路经过境内但未设出入口。多条省道在市中心交汇。

## 人口

1962-2008年间博斯地区加朗西耶尔人口变化图示

博斯地区加朗西耶尔于2022年1月1日时的人口数量为222人。